# Mesanthura bipunctata
Mesanthura bipunctata là một loài chân đều trong họ Anthuridae. Loài này được Thomson miêu tả khoa học năm 1951.